# Malveira
Malveira és una freguesia portuguesa del municipi de Mafra amb 9,92 km² d'àrea. El 2007 tenia 5.574 habitants i una densitat de població de 449,3 hab/km².